# Jordan Jones
Pour les articles homonymes, voir Jones.
Jordan Lewis Jones est un footballeur nord-irlandais, né le 24 octobre 1994 à Middlesbrough en Angleterre. Il évolue au poste de milieu de terrain au Wigan Athletic.

## Biographie
Le 24 juin 2016, il rejoint le club écossais de Kilmarnock.
Le 5 janvier 2019, Rangers annonce qu'il va les rejoindre en été 2019.
Le 19 juillet 2022, il est prêté à Kilmarnock.

## Palmarès

### En club
- Rangers FC
  - Champion d'Écosse en 2021.
- Wigan Athletic
  - Champion d'Angleterre de troisième division en 2022 avec Wigan